# Miączyn-Stacja
Miączyn-Stacja (prononciation [ˈmjɔnt͡ʂɨn ˈstat͡sja]) est un village de la gmina de Miączyn, du powiat de Zamość, dans la voïvodie de Lublin, situé dans l'est de la Pologne.
Il se situe à environ 24 kilomètres à l'est de Zamość (siège du powiat) et 92 kilomètres au sud-est de Lublin (capitale de la voïvodie).

## Administration
De 1975 à 1998, le village est attaché administrativement à l'ancienne voïvodie de Zamość.

Depuis 1999, il fait partie de la nouvelle voïvodie de Lublin.